# Wojciech Sapecki (prawnik)
Wojciech Sapecki (ur. 23 kwietnia 1876, zm. 4 grudnia 1945 w Kętach) –  tytularny pułkownik Wojska Polskiego, doktor, sędzia, adwokat.

## Życiorys
Ukończył studia prawnicze uzyskując tytuł naukowy doktora. Został oficerem c. i k. armii. W lutym 1904 jako porucznik audytor obrony krajowej został przeniesiony z Przemyśla do Josephstadt. Od 1915 był członkiem Towarzystwa Myśliwych w Rzeszowie. Brał udział w I wojnie światowej w stopniu majora audytora Obrony Krajowej w Rzeszowie. 
Po odzyskaniu przez Polskę niepodległości został przyjęty do Wojska Polskiego. W listopadzie 1918 został przydzielony do Sądu Dywizyjnego w Krakowie w strukturze Dowództwa Okręgu Generalnego w Krakowie. Dekretem Naczelnego Wodza Józefa Piłsudskiego z 26 lutego 1919 został mianowany sędzią Sądu Okręgu Generalnego w Krakowie w stopniu podpułkownika. Dekretem z 22 maja 1920 został zatwierdzony w stopniu podpułkownika w korpusie sądowym z dniem 1 kwietnia 1920. Później był tytularnym pułkownikiem Korpusu Sądowego przeniesionym w stan spoczynku). Mieszkał w Krakowie przy ulicy Jana Kochanowskiego 1. W 1934 roku pozostawał w ewidencji Powiatowej Komendy Uzupełnień Kraków Miasto.
W okresie był sędziów sądu apelacyjnego. W 1928 został wpisany na listę adwokatów w Okręgowej Izbie Adwokackiej w Krakowie. W 1933 był adwokatem w Kętach.

## Odznaczenia
- Kawaler Orderu Franciszka Józefa – Austro-Węgry (1916)[17][4]